# Herman Trompowski

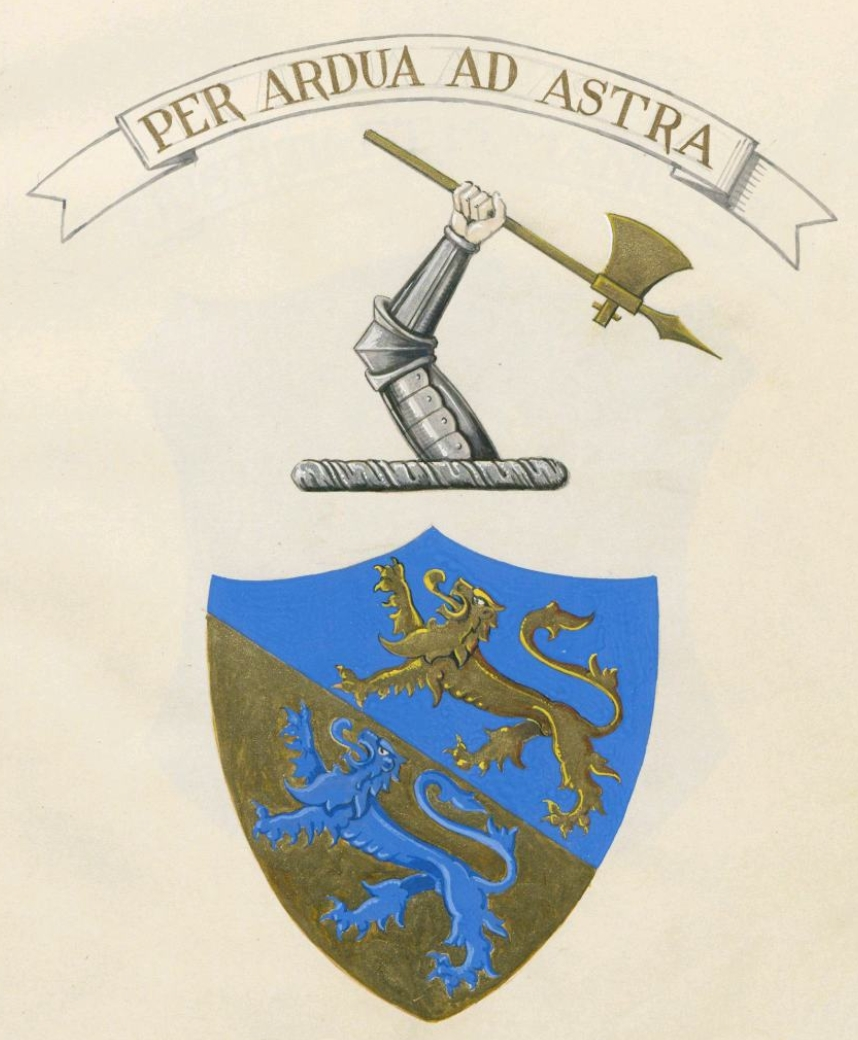
Herb Hermana Trompowskiego Figueira de Almeida w duńskiej księdze odznaczonych Orderem Danebroga z dewizą herbową per ardua ad astra.

Herman Trompowski port. Armando Trompowsky Figueira de Almeida (ur. 30 stycznia 1889 w Rio de Janeiro, zm. 16 stycznia 1964) – brazylijski wojskowy polskiego pochodzenia, marszałek Sił Powietrznych Brazylii.
Był synem Roberta Trompowskiego, marszałka armii brazylijskiej i Luizy de Andrade Figueira. W okresie od 30 października 1945 roku do 31 stycznia 1946 roku był dowódcą Sił Powietrznych Brazylii.
Odznaczony duńskim Orderem Danebroga w 1948.